# Carlos Cruz (actor)
Carlos Alberto Cruz Castillo (Caracas; 21 de diciembre de 1960), es un actor de televisión venezolano conocido por haber interpretado a "Olegario" en Cosita rica.

## Carrera
Carlos Cruz comenzó formando parte de un grupo gaitero llamado Sonorigaita en 1980, gracias a lo que conoció a una señora que, además de alquilarle los equipos de sonido a la banda, montaba obras teatrales para niños. De allí da sus primeros pasos en la actuación los dio en teatro, pero después se dejó cautivar por la magia de la televisión a finales de la década de los 80s, y abandonó las tablas, aunque las retomaría en 2008.
En 1989 Carlos ingresa al medio televisivo al ser llamado por Marte TV, pero debido a la crisis de esa productora independiente no pudo concretar su debut, pero al poco tiempo pasó a formar parte de Radio Caracas Televisión, donde comenzó con un personaje en la segunda etapa de Rubí rebelde, escrita por Perla Farías. Este debut le abrió camino para participar en numerosos dramáticos venezolanos
Este actor formado en la Escuela Nacional de Artes Escénicas César Rengifo trabajó en el Grupo Actoral 80. En RCTV trabajó en telenovelas como Alondra, Carmen querida, De mujeres, Caribe, Por estas calles, De oro puro, Entrega total y María de los Ángeles, en esta última tuvo una participación especial en los primeros capítulos. Después el actor cerró el primer ciclo actoral, pues en 1997 salió de la planta. 
En 1999 regresa a la misma televisora con la telenovela Carita pintada. En 2000, le llegó su otra gran oportunidad en televisión con Augusto Estrada en la exitosa telenovela Mis 3 hermanas, reencontrándose con la escritora Perla Farías. Con este trabajo, se consagró como actor de TV y como una de las figuras más populares y respetadas de la farándula nacional. A este trabajo le siguieron Viva la Pepa y A calzón quita'o. 
En 2003 se integra a Venevisión para interpretar a Olegario Pérez en Cosita rica, personaje que durante muchos meses, se convirtió en la delicia del público televidente, igualmente ha participado en Ciudad Bendita, La vida entera, Tomasa Tequiero, La viuda joven, 
Aparte de actuar, también ha impartido talleres de actuación mediante “Acción Psicofísica y Creatividad Actoral”, partiendo del Método de Stanislavski y la psicología Gestalt (involucrando la concentración y la relajación).
Cruz ha sido uno de los actores que defendió a RCTV tras su cierre, y se ha mostrado crítico con los gobiernos de Hugo Chávez y Nicolás Maduro.

## Filmografía

### Televisión
| Año       | Título                    | Personaje               | Empresa    |
| --------- | ------------------------- | ----------------------- | ---------- |
| 1989      | Rubí rebelde              | Salvador                | RCTV       |
| 1989      | Alondra                   |                         | RCTV       |
| 1990      | Caribe                    | Simón Caratti           | RCTV       |
| 1990-1991 | De mujeres                | Manuel Felipe Gómez     | RCTV       |
| 1990      | Carmen querida            | Romeo Ruíz              | RCTV       |
| 1992-1994 | Por estas calles          | Espíritusanto           | RCTV       |
| 1994      | De oro puro               | Isaías Gruber           | RCTV       |
| 1995      | Amores de fin de siglo    | Nazario                 | RCTV       |
| 1995-1996 | Entrega total             | Kayamal Guanipa         | RCTV       |
| 1997      | María de los Ángeles      | Héctor Córdova          | RCTV       |
| 1999-2000 | Carita pintada            | Eleazar Medina          | RCTV       |
| 2000      | Mis 3 hermanas            | Augusto Estrada Morandi | RCTV       |
| 2001      | Viva la Pepa              | King "Guagancó"         | RCTV       |
| 2001-2002 | A calzón quita'o          | Pedro Elías Ferrer      | RCTV       |
| 2002-2003 | Trapos intimos            | Valmore Garrido         | RCTV       |
| 2003-2004 | Cosita rica               | Olegario Pérez          | Venevisión |
| 2005      | Soñar no cuesta nada      | Doctor Zabaleta         | Venevisión |
| 2005-2006 | Se solicita príncipe azul | Santiago Rivas          | Venevisión |
| 2006-2007 | Ciudad Bendita            | Baldomero Sánchez       | Venevisión |
| 2007-2008 | Arroz con leche           | Tomás Chacón            | Venevisión |
| 2008-2009 | La vida entera            | Próspero Bermúdez       | Venevisión |
| 2009-2010 | Tomasa Tequiero           | Antonio Bustamante      | Venevisión |
| 2011      | La viuda joven            | Rogelio Galindez        | Venevisión |
| 2012      | El árbol de Gabriel       | Maximiliano Reyes       | Venevisión |
| 2013      | Las Bandidas              | Matacán                 | Televen    |
| 2014      | Nora                      | Raúl Carvajal           | Televen    |
| 2016      | Piel salvaje              | Ezequiel López-Méndez   | Televen    |

### Cine
| Año  | Título          | Personaje      | Nota                  |
| ---- | --------------- | -------------- | --------------------- |
| 1996 | Aire libre      | Pedro Montanar | Debut en Cine         |
| 1996 | Lejos de África | Paco Romero    |                       |
| 1998 | El Irrigador    |                | No llegó a terminarse |
| 2008 | El enemigo      | Benigno Robles |                       |
| 2014 | Corpus Christi  | Milton Ventura |                       |
| 2015 | El malquerido   | Portabales     |                       |

### Unitarios
- Amor público
- Amor o cárcel
- Prisioneros de la noche
- El amante, Colapso
- La Llorona
- La décima víctima
- Incriminada
- La Madame
- Conserjes

## Teatro
- Soltero, casado, viudo y divorciado
- El pez que fuma
- Contra el viento del norte
- Pares y nones
- Amor on line
- La sirena
- El silencio de las tortugas (director).
- El último minotauro.
- Aquellos tiempos
- Yo me bajo en la próxima estación, ¿y usted?
- Romeo y Julieta
- Divorciarme yo